# Hailakandi (huyện)
Huyện Hailakandi là một huyện thuộc bang Assam, Ấn Độ. Thủ phủ huyện Hailakandi đóng ở Hailakandi. Huyện Hailakandi có diện tích 1327 ki lô mét vuông. Đến thời điểm năm 2001, huyện Hailakandi có dân số 542978 người.